# 顧險峰
顧險峰（1970年11月2日—），自2004年起是美國紐約州立大學計算機科學系教授。1989年-1994年在清華大學學習理論計算機，1995-1996年獲哈佛大學計算機科學碩士學位，其時導師為David Mumford。博論是Siggraph的Arbitrary Topology三維曲面参數化，指導教官據NDSU大學數學系為Steven Gortler與哈佛大學數學系丘成桐。
歷任哈佛大學應用數學系，石溪大學應用數學系教授。2016年-今為大連理工大學軟件學院海天講座學者。